# Mi prima Ciela
Mi prima Ciela és una reeixida telenovel·la veneçolana produïda i transmesa per la cadena RCTV a l'any 2007. És una adaptació de la telenovel·la Elizabeth, original de la Pilar Romero.
És protagonitzada per la Mónica Spear i el Manuel Sosa, amb les actuacions co-protagónicas de la Flavia Gleske, el Jerónimo Gil, la Raquel Yánez i el Guillermo Pérez.
Va ser l'última telenovel·la estrenada a RCTV abans del cessament de la concessió del canal el 27 de maig de 2007. Va començar a transmetre's el 2 de maig de 2007 (25 dies abans del venciment de la concessió de RCTV) i el 26 de maig es va transmetre l'últim capítol en senyal oberta.

## Sinopsi[2]
La Graciela Andreína és una estudiant de 18 anys que cursa el seu últim any de batxillerat i que viu amb les seves dues cosines, la Maite i la Silvia, juntes són un trio inseparable. Totes viuen a un edifici familiar juntament amb els pares de la Graciela, l'àvia i la mare de la Maite i la mare de la Silvia. Les tres passaran per moments molt durs en la vida.
- Silvia: queda embarassada, sent molt jove, d'en Rafael, un jove que treballa en el negoci que dirigeixen els pares de la Graciela. Al principi, ningú accepta al Rafael per ser un expresidiari, però hauran de fer-ho quan descubreixin que els joves es casin en secret.
- Maite: per la seva banda, haurà de lluitar amb la seva mare, qui somia que la seva filla es converteixi en una metgessa, i que ella no compleixi el seu somni de dedicar-se a la música. Però, quan entra a l'escola de música, coneix a l'Abel, l'amor de la seva vida. Aquesta relació estarà plena de maltractament i dolor, però després aconseguirà tots els seus somnis al costat d'Abel, i es casaran.
- Graciela: li diuen la Ciela, és la més jove de les cosines, lluita per tenir bones qualificacions a l'institut i somia amb un gran amor. Malgrat el gran llaç amb els seus pares ella desconeix el gran secret de la seva vida: la jove és adoptada, i els seus pares, la Jimena i l'Alberto, faran l'impossible per mantenir-ho en secret per temor a perdre-la. L'amor arribarà a la vida de la Ciela en conèixer al David, un jove seductor, simpàtic, mentider, infidel per naturalesa, irresponsable, però malgrat totes les seves falles és molt carismàtic i això plena de felicitat el cor de la Ciela. Quan aquests dos es coneixen, és amor a primera vista i aquesta unió canviarà les seves vides per sempre. Però s'han d'enfrontar amb la seva malaltia, aplàsia medul·lar, que l'anirà acabant a poc a poc. Malgrat tot, la Ciela no deixa de lluitar, es gradua i al poc temps es casa amb el David. Enmig de tot això, la Graciela queda embarassada, posant en perill la seva vida i la del seu fill.[3]

## Final
Al llarg de la novel·la, l'incertesa per la malaltia de la Graciela anira cobrant importància, al punt de convertir-se en el tema principal. Malgrat els remeis que li apliquen i les esperances que es donen per moments, la malaltia aconsegueix guanyar la batalla. Així que en el seu últim capítol, impactant i inquietant, la Graciela mor, deixant consternada a tota la seva família, però encara més al David, al qui diu Vido, qui deurà a fer front com a pare d'una bella filla, la Cielita, del seu segon part i del seu fill, el Vidito del seu primer part.

## Elenc
- Mónica Spear - Graciela Andreína Zambrano Àvila "Ciela"
- Manuel Sosa - David Espinoza Urdaneta "Vido"
- Flavia Gleske - Maite Esperanza Muñoz Àvila
- Jerónimo Gil - Abel Méndez
- Guillermo Pérez - Rafael Rengifo
- Amanda Gutiérrez - Ileana Àvila
- Daniel Alvarado - Alberto Zambrano
- Flor Núñez - Gimena Àvila de Zambrano
- Nacho Huett - Cristóbal Acosta
- Raquel Yánez - Silvia Constança Toscani Àvila
- Claudia Moreno - María Fernanda Rendiles de Méndez
- Crisbel Henríquez - Nancy Ruiz
- Adolfo Cubas - Esteban Espinoza
- Margarita Hernández - Arminda Àvila vídua de Toscani
- Belén Marrero - Bernarda Urdaneta de Espinoza
- Loly Sánchez - Azucena de Méndez
- Francis Rueda - Tirsa
- Adita Riera - Sor Esperanza Àvila (Sor Canari)
- Leopoldo Regnault - Flavio Méndez
- Betty Ruth - Aurelia Muñoz
- Jorge Palacios - Roberto Tejera
- Elena Toledo - Rocío Tejera
- Juan Carlos Martínez - Marco Antonio
- Jesús Cervó - Héctor Bermúdez
- Araceli Prieto - Camila d'Acosta
- Enrique Esquerre - Ramón Acosta
- Ana Gabriela Barboza - Aleida
- Ángela Hernández - Melania Medina
- Claudia La Gatta - Ruth Berroterán
- José Mantilla - Doctor Chacín
- Gabriela Santeliz - Nadji Brito
- Mayra Africà - Tibisay
- Aroldo Betancourt - Augusto Pallares
- Javier Vidal Pradas - Ignacio Salvador Silva
- Gustavo Rodríguez - Federico Muñoz
- Mauro Boccia - Zeus
- Vanessa Hidalgo - Sarita
- Alejandro Otero - Darío Armes
- Estefanía López - Julia
- Maurici Gómez Amoretti - Chicharrón

## Adaptació a Xipre
En 2008, el canal grec-xipriota Ant1 va obtenir els drets per produir una versió xipriota de la novel·la. Va ser una telenovel·la diària anomenada Gia tin agapi sou (Pel teu amor). El guió va ser fidel a la història original, només amb canvis menors per adaptar els fets a l'actualitat de Xipre. La cançó original del Hanny Kauam «Es tu amor», que va ser la banda sonora de La meva cosina Ciela, també va ser traduïda al grec i interpretada pel Giorgos Papadopoulos com «Gia tin agapi sou». El paper de la Ciela (Margarita, en aquesta versió) va ser actuat per la Mariana Santi i el paper del David (Vaggelis) pel Fotis Georgidis.

## Altres mitjans de difusió
Aquesta novel·la va tenir, després de la seva primera emissió, repercussió internacional a través de diversos mitjans televisius que també la van difondre.
| País                 | Mitjà                               |
| -------------------- | ----------------------------------- |
| Mèxic                | Azteca Trece (2009)                 |
| Cuba                 | Cubavisión                          |
| Puerto Rico          | Telemundo PR                        |
| Veneçuela            | Televen (2014-2015)                 |
| Colòmbia             | Caracol Televisión (2007)           |
| Colòmbia             | Más Que Entretenimiento (2013-2017) |
| Equador              | TC Televisión                       |
| Espanya              | TVE 1                               |
| Espanya              | Localia Televisión                  |
| Panamà               | Telemix Internacional               |
| Nicaragua            | TV Red                              |
| Chile                | Canal 13                            |
| Estats Units         | Telemundo                           |
| República Dominicana | Telesistema 11                      |
| República Dominicana | Antena Latina                       |
| Argentina            | Canal 9                             |
| Argentina            | Telefe                              |
| El Salvador          | Canal 12                            |
| Honduras             | Canal 11                            |
| Nicaragua            | Televicentro                        |
| Guatemala            | Canal 3                             |
| Costa Rica           | Repretel                            |
| Perú                 | Panamericana Televisión             |
| Perú                 | Frecuencia Latina                   |
| Paraguai             | SNT                                 |
| Paraguai             | Paravisión                          |
| Paraguai             | Unicanal                            |
| Bolívia              | Bolivisión                          |
| Macèdonia del Nord   | A1                                  |
| França               | M6                                  |
| Itàlia               | Rete 4                              |
| Alemanya             | TV3                                 |
| Croàcia              | HVT 2                               |
| Rússia               | Channel Btond                       |
| Kazakhstan           | Channel Btind                       |
| Filipines            | ABS-CBN                             |
| Bòsnia i Hercegovina | TV2                                 |
| Geórgia              | Rustavi2                            |
| Noruega              | TV2                                 |
| Polònia              | TV2                                 |
| Lituània             | TV2                                 |
| Letònia              | TV3                                 |
| Armènia              | TV2                                 |
| Romania              | Acasa TV                            |
| Sèrbia               | TV5                                 |
| Bulgària             | Diema Family                        |
| Estònia              | Kanal 2                             |
| Israel               | Viva                                |
| Hongria              | TV1                                 |
| Xipre                | ANT1                                |
| Mònaco               | TV3                                 |
| Dinamarca            | TV3                                 |
| República Txeca      | TV1                                 |
| Txad                 | TV2                                 |
| Eslovènia            | POP TV                              |
| Itàlia               | TV2                                 |
| Luxemburg            | P1                                  |
| República de Malta   | P2                                  |
| Qatar                | TV5                                 |
| Portugal             | CBN-ABN                             |
| Suècia               | TV3                                 |
| Suïssa               | TV3                                 |
| Anglaterra           | P22                                 |
| Països Baixos        | TV2                                 |
| Regne Unit           | TV2                                 |
| Singapur             | Fasi6                               |
| Ucraïna              | TV2                                 |
| Grècia               | Alpha Channel                       |
| Tailàndia            | TV2                                 |
| Tadjikistan          | TV2                                 |
| Turkmenistan         | TV5                                 |
| Uzbekistan           | TV14                                |
| Escòcia              | TV2                                 |
| Somàlia              | Pase2                               |
| Azerbaidjan          | TV5                                 |
| Marroc               | TV4                                 |
| Albània              | TV6                                 |
| Tunísia              | TV5                                 |
| Tonga                | TV5                                 |
| Iran                 | Farsi1                              |
| Síria                | TV5                                 |

## Temes musicals
- «Es tu amor» de: Hanny Kauam - (Tema principal de la Ciela i el Vido)
- «Volver a creer» de: EntreNos - (Tema de la Maite i l'Abel)
- «Donde estés» de: Hermán i Mario - (Tema de la Silvia i el Rafael)

## Producció
- Titular de drets d'autor de l'obra original: Radio Caracas Televisió (RCTV) C.A.
- Produïda per: Radio Caracas Televisió C.A.
- Vicepresident de dramàtics, humor i varietats RCTV (Radio Caracas Televisió C.A.): José Simón Escalona
- Història original de: Pilar Romero
- Llibrets: Iraida Tàpies, José Contreras, José Tomás Angola, Gennys Pérez, Giuliana Rodríguez, Pilar Romero
- Producció executiva: Leonor Sardi Aguilera
- Direcció general: Tony Rodríguez
- Producció general: Ana Vizoso González
- Musicalització: Betriks Medina
- Música incidental: Francisco Cabrujas
- Disseny de vestuari: Carmen Elena Rivas
- Coordinador: José Luis Arcila
- Edició: Ray Suárez
- Direcció d'art: Erasme Colón
- Escenografia: Carlos González
- Direcció de fotografia: Joel Ortega, Juan González
- Producció d'exteriors: Yenny Morales, Jesenia Colmenares
- Direcció d'exteriors: Luis Padilla